# Ranunculus inundatus
Ranunculus inundatus är en ranunkelväxtart som beskrevs av Robert Brown och Dc.. Ranunculus inundatus ingår i släktet ranunkler, och familjen ranunkelväxter. Inga underarter finns listade i Catalogue of Life.